# FAMA (Zeitschrift)
FAMA feministisch politisch theologisch ist eine schweizerische feministisch-theologische Zeitschrift. Sie erscheint viermal pro Jahr. Inhaltlich besteht sie aus einem Thementeil und drei Seiten mit Informationen zu Neuerscheinungen im Gebiet der feministisch-theologischen Literatur und mit Informationen aus der feministisch-theologischen Szene.

## Geschichte
Carmen Jud, Silvia Strahm Bernet und Doris Strahm, drei katholische feministische Theologinnen, wollten eine Organisation von feministischen Theologinnen in der Schweiz gründen, um ihre Interessen und Forderungen als Frauen gegenüber einer patriarchalen Institution wie der Kirche gemeinsam vertreten zu können. Sie luden deshalb im Frühling 1983 interessierte Frauen zu einem Treffen nach Luzern ein.
Die Gewerkschaftspläne scheiterten; stattdessen bildete sich eine Gruppe von Frauen, die ein Bulletin herausgeben wollten – als Drehscheibe für Informationen, feministisch-theologischen Gedanken- und Erfahrungsaustausch sowie Vernetzung. Von 1983 bis 1985 erschien das Bulletin der theologischen Frauen-Web- und Werkstatt viermal im Jahr in einer Auflage von 300 Exemplaren.
1985 unternahmen die Frauen der Bulletin-Redaktion den Schritt von einem hektographierten Blättchen zu einer gedruckten Zeitschrift. Die FAMA, die erste und bis heute einzige autonome feministisch-theologische Zeitschrift der Schweiz, war geboren. Der Name FAMA – lateinisch: Gerücht, öffentliche Meinung, Rede, guter oder schlechter Ruf – war Programm: Die Herausgeberinnen wollten sich einmischen in die öffentliche Diskussion, ihre Meinung kundtun als feministische Theologinnen, Themen aufgreifen, die in der (kirchlichen und theologischen) «Männerpresse» keinen Platz hatten. Die FAMA wollte zudem Forum und Netzwerk sein für Frauen, die den Aufbruch wagten aus einer von Männern geprägten Kirche und Gesellschaft, wollte Informationen anbieten und Verbindungen weben.
Ehrenamtlich von neun Frauen herausgegeben, welche die Themenhefte planten und konzipierten, die Artikel vergaben und zum Teil selber schrieben, die Texte redigierten und das Layout von Hand klebten, erschien die FAMA von da an viermal im Jahr in einem Umfang von 20 Seiten. Verändert hat sich in den folgenden Jahren das Layout (seit 1991 dreispaltig statt zweispaltig), die Auflage (von 500 auf 1500) sowie das Redaktionsteam. Nach und nach traten einzelne der Gründerinnen aus dem Redaktionsteam aus, jüngere Frauen kamen neu dazu. Neben der Verjüngung des Redaktionsteams wurde gleichzeitig auch ein Gleichgewicht zwischen katholischen und reformierten Theologinnen angestrebt.
Ende 2006 verliessen alle Gründungsfrauen das Team nach etwas mehr als zwanzig Jahren. Danach ging die FAMA weiter mit einem Team aus vier bisherigen und fünf neuen, jüngeren Frauen. Die neun Redaktorinnen deckten ein breites Spektrum von beruflichen Tätigkeiten ab: Pfarrerin, Filmbeauftragte, Seelsorgerin, Dozentin, Publizistin, Familienfrau, Erwachsenenbildnerin, Buchautorin, Beauftragte für Ökumene, Mission und Entwicklung, Studienleiterin und vieles mehr.
Ein Professionalisierungsschub fand 1997 mit der Umstellung auf Computer-Layout statt, das an eine Fachfrau abgegeben und bezahlt wurde. Seit dem Sommer 2001 lag auch die Administration der FAMA in externen Händen. Die Redaktorinnen arbeiteten weiterhin ehrenamtlich, während die Autorinnen ein bescheidenes Seitenhonorar von 50 Schweizer Franken erhalten. Seit 2007 erscheint die FAMA mit einem leicht modernisierten Layout, das den Bildern mehr Raum gibt und insgesamt weniger textlastig ist.
Aus Anlass des 30-jährigen Bestehens der Zeitschrift strahlte Radio SRF 2014 einen Beitrag über FAMA aus.
Das autonome Frauenprojekt FAMA finanziert sich ausschliesslich aus Abonnements und Spenden.